# Vibrio pectenicida
Vibrio pectenicida ist eine Bakterienart. Es handelt sich um ein marines Bakterium. Der Stamm Vibrio pectenicida FHCF-3 ist für den starken Rückgang des Sonnenblumen-Seesterns verantwortlich.

## Merkmale
Die Zellen von Vibrio pectenicida sind gekrümmt und besitzen eine einzige polare Geißel, wenn sie in flüssigem Medium wachsen. Die Kolonien entwickeln sich innerhalb von 24 Stunden bei 20 °C. Sie sind kreisförmig, glatt und unpigmentiert.
Wenn sie mit festen Oberflächen in Kontakt kommen, werden eine Reihe morphogenetischer Veränderungen eingeleitet, die bei V. pectenicida und einigen anderen marinen Arten von Vibrio, wie V. parahaemolyticus, V. alginolyticus und V. diabolicus, zur Umwandlung von sogenannten „Schwimmerzellen“ in „Schwärmerzellen“ (englisch: swimmer cells, swarmer cells) führen. Hierbei verlängern sich die Zellen und es werden zahlreiche seitliche Flagellen gebildet. Diese seitlichen Flagellen haben keine Hülle, weisen eine andere Zusammensetzung als die polaren Flagellen auf und werden durch die protonenmotorische Kraft angetrieben. Die Bildung seitlicher Flagellen ermöglicht die Wanderung der Schwärme über feste Oberflächen und führt zu einer fortschreitenden Ausbreitung der Bakterienkolonie, ein Phänomen, das als Schwärmen bezeichnet wird. Das Schwärmen vieler Vibrio-Arten hängt von einer Reihe von Faktoren ab, darunter das im Labor benutzte Medium, die Eisenverfügbarkeit, Temperatur und relative Viskosität.

## Stoffwechsel und Wachstum
Vibrio pectenicida zählt zu den fakultativen Anaerobier, Bakterien die sowohl einen fermentativen (also die Gärung) als auch einen respiratorischen Stoffwechsel, die Atmung von Sauerstoff, betreiben können. Es ist chemoorganotroph, es benötigt organische Stoffe für das Wachstum. Es ist auch in der Lage Nitrat zu Nitrit zu reduzieren und hierbei Energie zu gewinnen, der Prozess wird als Denitrifikation bezeichnet. Vibrio pectenicida ist marin und benötigt einen Salzgehalt von 1–6 % NaCl. Es verfügt über Enzyme zum Abbau komplexer Biopolymere wie Alginat, Stärke, Gelatine und DNA. Dies weist auf darauf hin, das es organisches Material von marinen Organismen abbauen kann. Tests ergaben weiterhin, das es, je nach Stamm, Wachstum bei Temperaturen von 4 °C bis zu 35 °C zeigt.

## Ökologie
Vibrio pectenicida ist ein marines Bakterium und wurde zuerst als Krankheitserreger bei Larven der Große Pilgermuschel (Pecten maximus) beschrieben. Die Art verursacht weiterhin Krankheiten bei Muscheln, Seesternen, Austern und Jakobsmuscheln. In der Gattung Vibrio sind mehrere Krankheitserreger vorhanden, für den Menschen sind vor allem Vibrio cholerae, V. vulnificus, V. parahaemolyticus und V. alginolyticus bedeutend. Beispiele von Vibrionen, die bei Tieren pathogen wirken, sind z.B  V. alginolyticus (z. B. Ohrinfektionen beim Menschen, Whitespot disease bei Kuruma-Garnelen und Tigergarnele), V. anguillarum (Terminale hämorrhagische Septikämie bei Aale, Ayu, Regenbogenforelle, Lachsfische) und V. harveyi (Gastroenteritis bei Zackenbarsche). Der Stamm Vibrio pectenicida FHCF-3 ist für das Massensterben des Sonnenblumen-Seestern (Pycnopodia helianthoides) verantwortlich. Es handelt sich um eine an der Pazifikküste Nordamerikas auftretende Krankheit bei bestimmten Seestern-Arten und wird als „Sea Star Wasting Disease“ (SSWD) bezeichnet. Der Sonnenblumen-Seestern ist hiervon am stärksten betroffen, es sind ca. 20 Arten der Seesterne betroffen. SSWD führt zum Tod der befallenen Seesternen. Die stark verringerte Population vom Sonnenblumen-Seestern führte zu ein nahezu ungebremstes Wachstum der Seeigelpopulation, eine Beute der Sonnenblumen-Seesternen. Dies wieder um  verursacht einen großflächigen Verlust von Kelpwäldern an der nordöstlichen Pazifikküste Amerikas, da die Seeigel sich von den Braunalgen ernähren. Diese Kelpwälder stellen ein wichtiges Ökosystem da und speichern große Mengen an Kohlenstoff. Doch als die Seeigelpopulationen sprunghaft anstiegen, kam es zu einem großflächigen Verlust der Kelpwälder. Die Krankheit trat im Jahr 2013 erstmalig auf und entwickelte sich rasch zur größten marinen Epidemie, die jemals bei einer nicht kommerziell genutzten Art registriert wurde. Pycnopodia helianthoides wurde von der IUCN (International Union for Conservation of Nature) als vom Aussterben bedroht eingestuft. Viele Arten der Gattung Vibrio kommen natürlicherweise in Ästuaren und Meeresumgebungen vor. Die pathogenen Arten kommen auch außerhalb des Wirtes vor und haben sich an den Bedingungen in der Umwelt angepasst, darunter Temperaturschwankungen, Nährstoffmangel und osmotischer Stress. Vibrionen tolerieren, je nach Art, auch recht hohe Salzgehalten.

## Systematik
Der Artname V. pectenicida ist abgeleitet von dem Gattungsnamen der Jakobsmuscheln (Pecten) und dem lateinischen Wort caedo, zu töten und bedeutet also soviel wie „Jakobsmuschel-Töter“. Die 16S-rRNA-Gen-Sequenzanalyse zeigte, das  Vibrio tapetis (97,2 % Sequenzähnlichkeit) und V. splendidus (95,5 % Sequenzähnlichkeit) enge Verwandte sind. Die Gattung Vibrio zählt zu der Familie Vibrionaceae innerhalb der Gammaproteobacteria.